# Змейка (Нижегородская область)
Зме́йка — деревня в составе городского округа город Выкса Нижегородской области, входящая в административно-территориальное образование Туртапинский сельсовет.

## География
Деревня расположена в 13 км на север от города Выкса. 

## История
В окладных книгах 1676 года деревня Змейка входила в состав Решновского прихода, в ней было 8 дворов крестьянских.
В 1859 году в деревне числилось 33 двора, в 1905 году — 93 дворов.В конце XIX — начале XX века деревня входила в состав Липенской волости Муромского уезда Владимирской губернии, с 1921 года — в составе Кулебакской волости Выксунского уезда.
С 1929 года деревня входила в состав Туртапинского сельсовета Выксунского района Горьковского края, с 1936 года — в составе Горьковской области, с 2011 года — в составе городского округа город Выкса.

## Население
| 1859 | 1905 | 1999 | 2002 | 2010 |
| ---- | ---- | ---- | ---- | ---- |
| 253  | ↗506 | ↘175 | →175 | ↗257 |